# Wetzendorf (Nürnberg)

Lage der Gemarkung 3476 Wetzendorf in Nürnberg

Wetzendorf ist ein Stadtteil in der nordwestlichen Außenstadt von Nürnberg. Wetzendorf ist auch der Name der Gemarkung 3476 und des statistischen Bezirks 72. 

## Geographie

### Lage
Wetzendorf liegt etwa drei Kilometer nordwestlich des Stadtzentrums von Nürnberg, am südöstlichen Rand des Knoblauchslands. Durch seine Randlage abseits der großen Verkehrsströme hat es sich bis heute einen gewissen dörflichen Charakter bewahren können. Die Landwirtschaftsbetriebe bauen hauptsächlich Gemüse an.

### Nachbarstadtteile und Bezirke
|                     | Schnepfenreuth                              | Thon (Nürnberg)         |
| Kriegsopfersiedlung | Kompassrose, die auf Nachbargemeinden zeigt |                         |
| Schniegling         |                                             | St. Johannis (Nürnberg) |

| \| \| Buch (Nürnberg) \| Almoshof \| \| (Fürth) \| \| Thon (Nürnberg) \| \| Schniegling \| Westfriedhof (Nürnberg) \| Bielingplatz (Nürnberg) \| |                                             |                         |
| | Buch (Nürnberg)                             | Almoshof                |
| (Fürth) | Kompassrose, die auf Nachbargemeinden zeigt | Thon (Nürnberg)         |
| Schniegling | Westfriedhof (Nürnberg)                     | Bielingplatz (Nürnberg) |

|             | Buch (Nürnberg)                             | Almoshof                |
| (Fürth)     | Kompassrose, die auf Nachbargemeinden zeigt | Thon (Nürnberg)         |
| Schniegling | Westfriedhof (Nürnberg)                     | Bielingplatz (Nürnberg) |

## Statistische Distrikte

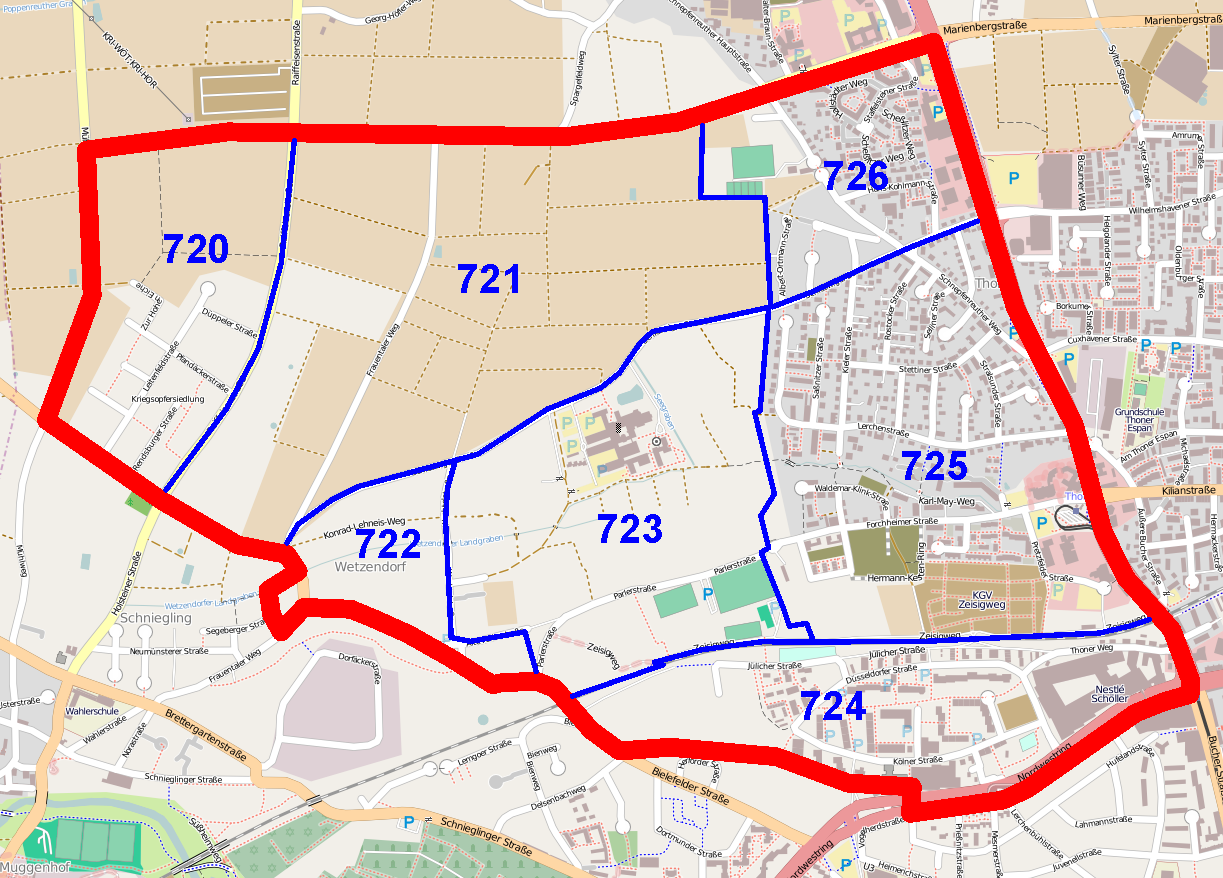
Statistische Distrikte des Bezirks 72

Der Bezirk 72 enthält folgende Distrikte:
720 – Kriegsopfersiedlung
721 – Wetzendorf Nord
722 – Wetzendorf (Wetzendorfer Straße)
723 – Wetzendorf (Berufsförderungswerk)
724 – Wetzendorf (Düsseldorfer Straße)
725 – Wetzendorf (Lerchenstraße)
726 – Wetzendorf (Staffelsteiner Straße)
Die Distrikte 725 und 726 gehören zum Stadtteil Thon.
Der statistische Distrikt 720 Kriegsopfersiedlung liegt im Westen des Bezirks 72, ist aber nicht Teil der Gemarkung Wetzendorf.

## Geschichte
Die ehemalige Gemeinde Wetzendorf wurde im Jahr 1146 erstmals urkundlich erwähnt. Sie entstand auf dem Gebiet des heutigen Distrikts 722 und der südlich an diesen angrenzenden Flächen.
Gegen Ende des 18. Jahrhunderts gab es in Wetzendorf 32 Anwesen. Das Hochgericht übte das brandenburg-ansbachische Oberamt Cadolzburg aus, was aber von der Reichsstadt Nürnberg bestritten wurde. Die Dorf- und Gemeindeherrschaft hatte das Landesalmosenamt der Reichsstadt Nürnberg inne. Grundherren waren das Landesalmosenamt (2 Höfe, 18 Halbhöfe, 8 Güter, Gemeindehirtenhaus) und der Nürnberger Eigenherr von Oelhafen (2 Halbhöfe, 1 Gütlein).
1796 wurde Wetzendorf preußisch, 1806 bayerisch. Im Rahmen des Gemeindeedikts wurde 1808 der Steuerdistrikt Wetzendorf gebildet. Im selben Jahr entstand die Ruralgemeinde Wetzendorf. Sie war in Verwaltung und Gerichtsbarkeit dem Landgericht Nürnberg zugeordnet und in der Finanzverwaltung dem Rentamt Fürth. In der freiwilligen Gerichtsbarkeit unterstanden von 1820 bis 1848 vier Anwesen dem Patrimonialgericht Buchschwabach. Ab 1862 gehörte Wetzendorf zum Bezirksamt Nürnberg. Die Gerichtsbarkeit liegt seit 1879 beim Amtsgericht Nürnberg. Die Finanzverwaltung wurde 1871 vom Rentamt Nürnberg übernommen (1919 in Finanzamt Nürnberg umbenannt). Die Gemeinde hatte 1888 eine Gebietsfläche von 2,279 km².
Am 1. Januar 1899 wurde Wetzendorf nach Nürnberg eingemeindet.
Die Idee zu einer Kleinsiedlung für Kriegsopfer des Ersten Weltkriegs entstand schon während der Weimarer Republik. Die Grundsteinlegung zur Kriegsopfersiedlung erfolgte aber erst in der Zeit des Nationalsozialismus.

### Baudenkmäler
- Figurengruppe
- Sogenannte Pestmarter
- Westfriedhof
- Bauern- und Wohnstallhäuser

### Einwohnerentwicklung
| Jahr      | 1818   | 1840   | 1852   | 1855   | 1861   | 1867   | 1871   | 1875   | 1880   | 1885  | 1890   | 1895   | 1900   |
| Einwohner | 260    | 266    | 297    | 309    | 310    | 381    | 465    | 1040   | 1720   | 2071  | 2354   | 3029   | 5127   |
| Häuser    | 34     | 40     |        |        |        |        | 51     |        |        | 171   |        |        | 263    |
| Quelle    | [ 13 ] | [ 14 ] | [ 15 ] | [ 15 ] | [ 16 ] | [ 15 ] | [ 17 ] | [ 15 ] | [ 15 ] | [ 9 ] | [ 15 ] | [ 15 ] | [ 18 ] |

## Religion
Der Ort ist seit der Reformation überwiegend protestantisch. Die Einwohner evangelisch-lutherischer Konfession sind in die Versöhnungskirche gepfarrt, die Einwohner römisch-katholischer Konfession sind nach St. Michael gepfarrt.